# Andinia (orquídea)
- Commons
- Wikispecies

Andinia Luer  é um género botânico pertencente à família das orquídeas (Orchidaceae).

## Espécies
O gênero Andinia possui 13 espécies reconhecidas atualmente.
- Andinia dalstroemii (Luer) Pridgeon & M.W.Chase
- Andinia dielsii (Mansf.) Luer
- Andinia hirtzii Luer
- Andinia hystricosa (Luer) Pridgeon & M.W.Chase
- Andinia ibex (Luer) Pridgeon & M.W.Chase
- Andinia lappacea (Luer) Pridgeon & M.W.Chase
- Andinia panica (Luer & Dalström) Pridgeon & M.W.Chase
- Andinia pensilis (Schltr.) Luer
- Andinia pentamytera (Luer) Pridgeon & M.W.Chase
- Andinia pogonion (Luer) Pridgeon & M.W.Chase
- Andinia schizopogon (Luer) Pridgeon & M.W.Chase
- Andinia trimytera (Luer & R.Escobar) Pridgeon & M.W.Chase
- Andinia vestigipetala (Luer) Pridgeon & M.W.Chase